# Brodarica
Brodarica falu Horvátországban Šibenik-Knin megyében. Közigazgatásilag Šibenikhez tartozik.

## Fekvése
Šibenik központjától 6 km-re délre, Dalmácia középső részén, Krapanj szigetével átellenben a tengerparton fekszik. A települést átszeli a 8-as számú Adriai főút.

## Története
A kezdetben jelentéktelen településnek 1880-ban mindössze 13, 1910-ben 44 lakosa volt. Az első világháború után rövid ideig az Olasz Királyság, ezután a Szerb-Horvát-Szlovén Királyság, majd Jugoszlávia része lett. Fejlődése a második világháború után indult meg amikor a szomszédos Krapanj lakosai kezdtek ide áttelepülni a jobb és könnyebb élet reményében. Az Adriai főút turistaforgalma és a vendéglátásban nyíló lehetőségek ide vonzották a szárazföld belsejéből is a lakosságot, melynek száma néhány évtized alatt Krapanj lakosságának a többszörösére nőtt. 2011-ben a településnek már 2534 lakosa volt, akik főként a turizmusból éltek, illetve a közeli Šibenik városában dolgoztak. Üdülőtelepülés jellegét szálláson túl, további szolgáltatásai az éttermek, kávéházak, kiskocsmák, éjszakai klubok, sportpályák, vízi sportolási lehetőségek, búvár oktatás és egyebek is kiegészítik. A településen nagy számú vendéglátóipari egység van, melynek kínálatában számos dalmát specialitás szerepel.

## Lakosság
| Lakosság változása | Lakosság változása | Lakosság változása | Lakosság változása | Lakosság változása | Lakosság változása | Lakosság változása | Lakosság változása | Lakosság változása | Lakosság változása | Lakosság változása | Lakosság változása | Lakosság változása | Lakosság változása | Lakosság változása | Lakosság változása |
| ------------------ | ------------------ | ------------------ | ------------------ | ------------------ | ------------------ | ------------------ | ------------------ | ------------------ | ------------------ | ------------------ | ------------------ | ------------------ | ------------------ | ------------------ | ------------------ |
| 1857               | 1869               | 1880               | 1890               | 1900               | 1910               | 1921               | 1931               | 1948               | 1953               | 1961               | 1971               | 1981               | 1991               | 2001               | 2011               |
| 0                  | 0                  | 13                 | 13                 | 43                 | 44                 | 0                  | 0                  | 211                | 271                | 491                | 551                | 1.374              | 1.878              | 2.355              | 2.534              |

## Nevezetességei
- A Gyógyító Boldogasszony tiszteletére szentelt római katolikus temploma 1981 és 1983 között épült Josip Velnić tervei szerint. Felszentelését 1983. december 19-én Josip Arnerić püspök végezte. Az oltár mögötti falon látható fából faragott dombormű, mely a Szűzanyát Jézussal ábrázolja Vinko Fabris akadémiai szobrászművész munkája. A keresztutat Ambroz Testen atya készítette.
- A település az északi részén található gyógyiszapjáról is nevezetes, emiatt jelentős az egészségturizmus is.